# Giorgio Colangeli
Giorgio Colangeli (Roma, 14 dicembre 1949) è un attore italiano.

## Biografia
Laureato in fisica generale, inizia la sua carriera da attore nel 1974, prendendo parte a spettacoli per le scuole con la compagnia del Teatro Didattico Il Torchio, diretta da Aldo Giovannetti. Oltre a interpretare i ruoli principali nelle numerose commedie di Giovannetti, che prevedono tutte la partecipazione del pubblico, si impose anche per la sua abilità di coinvolgere gli spettatori, anche adulti, nell'azione scenica. Uno dei suoi cavalli di battaglia era Tappati le orecchie per non sentire... il freddo. Nel 1981 recita nello spettacolo Voi noi e Campanile su testi di Achille Campanile, con la compagnia Il cerchio di gesso di Roma. 
È coordinatore didattico della Scuola di Recitazione della Calabria.
Tra i suoi lavori figurano i film Pasolini, un delitto italiano e La cena, per il quale vince il Nastro d'argento come miglior attore non protagonista, la miniserie TV Questa è la mia terra e il film L'aria salata, per il quale vince il David di Donatello come miglior attore non protagonista. Nel 2007 interpreta il ruolo del boss Vincenzo Neri nella serie televisiva di Canale 5 Distretto di Polizia oltre a recitare anche in Rino Gaetano - Ma il cielo è sempre più blu e nella miniserie TV Liberi di giocare. Nel 2008 ha preso parte alla serie televisiva I liceali, mentre al cinema ha interpretato Salvo Lima nel film Il divo. 
Nel 2009 prende parte a vari film: il drammatico Marpiccolo, il thriller La doppia ora, la commedia drammatica Ce n'è per tutti e l'intenso Alza la testa, con Sergio Castellitto. L'anno successivo recita nel film La nostra vita, La banda dei Babbi Natale e ancora ne La donna della mia vita, al fianco, tra gli altri, di Stefania Sandrelli. Nel 2012 è nel cast di Romanzo di una strage sotto la guida esperta di Marco Tullio Giordana. Nel 2014 prende parte alla miniserie televisiva Non è mai troppo tardi, interpretando il direttore del carcere minorile dove insegnò l'allora giovane maestro Alberto Manzi e appare anche nella fiction della Rai Braccialetti rossi. Nel 2015 affianca Juliette Binoche nel film L'attesa Nel 2016 è uno dei protagonisti della fiction di Rai 1 Tutto può succedere, con Licia Maglietta e Pietro Sermonti e del film Giorno 122, una storia post-apocalittica. Nel 2022 è il protagonista di Mindemic, opera prima di Giovanni Basso, dove interpreta Nino Fontana, regista sul viale del tramonto alle prese con la realizzazione del suo prossimo film. Per questa interpretazione, che lo vede per la prima volta nella sua lunga carriera interpretare il protagonista assoluto di un film, è stato candidato ai Ciak D'Oro 2022 come miglior attore.
Nell'estate 2022 debutta al Festival di Borgio Verezzi nel ruolo di Papa Benedetto XVI nello spettacolo teatrale I due Papi di Anthony McCarten, con Mariano Rigillo nel ruolo di Papa Francesco e per la regia di Giancarlo Nicoletti. Lo spettacolo continua il suo tour anche nella stagione 2022/23 e 2023/24 nelle maggiori città italiane. Nel 2024 riceve la seconda candidatura ai David di Donatello per il miglior attore non protagonista per il film C'e ancora domani, esordio al lungometraggio di Paola Cortellesi.

## Filmografia

### Cinema
- Pasolini, un delitto italiano, regia di Marco Tullio Giordana (1995)
- Camera obscura, regia di Stefano Arduino – cortometraggio (1997)
- La cena, regia di Ettore Scola (1998)
- Rosa Rosae, regia di Angelo Serio – cortometraggio (2000)
- Concorrenza sleale, regia di Ettore Scola (2001)
- L'ospite, episodio di Sei come sei, regia di Anselmo Talotta (2001)
- Radioportogutenberg, regia di Alessandro Vannucci – cortometraggio (2002)
- Passato prossimo, regia di Maria Sole Tognazzi (2003)
- Gente di Roma, regia di Ettore Scola (2003)
- Il ronzio delle mosche, regia di Dario D'Ambrosi (2003)
- Ogni volta che te ne vai, regia di Davide Cocchi (2004)
- Dentro la città, regia di Andrea Costantini (2004)
- Lavorare con lentezza, regia di Guido Chiesa (2004)
- L'orizzonte degli eventi, regia di Daniele Vicari (2005)
- L'amico di famiglia, regia di Paolo Sorrentino (2006)
- L'aria salata, regia di Alessandro Angelini (2006)
- Il giorno + bello, regia di Massimo Cappelli (2006)
- Cardiofitness, regia di Fabio Tagliavia (2007)
- Adil e Yusuf regia di Claudio Noce – cortometraggio (2007)
- Signorina Effe, regia di Wilma Labate (2008)
- Parlami d'amore, regia di Silvio Muccino (2008)
- Colpo d'occhio, regia di Sergio Rubini (2008)
- Il divo, regia di Paolo Sorrentino (2008)
- Galantuomini, regia di Edoardo Winspeare (2008)
- Si può fare, regia di Giulio Manfredonia (2008)
- La doppia ora, regia di Giuseppe Capotondi (2009)
- Marpiccolo, regia di Alessandro Di Robilant (2009)
- Alza la testa, regia di Alessandro Angelini (2009)
- Ce n'è per tutti, regia di Luciano Melchionna (2009)
- Angelo azzurro Reloaded, episodio di Feisbum - Il film, regia di Serafino Murri (2009)
- Palestrina princeps musicae, regia di Georg Brintrup (2009)
- La nostra vita, regia di Daniele Luchetti (2010)
- 20 sigarette, regia di Aureliano Amadei (2010)
- Io sono con te, regia di Guido Chiesa (2010)
- La donna della mia vita, regia di Luca Lucini (2010)
- La banda dei Babbi Natale, regia di Paolo Genovese (2010)
- Tatanka, regia di Giuseppe Gagliardi (2011)
- Qualche nuvola, regia di Saverio Di Biagio (2011)
- Isole, regia di Stefano Chiantini (2011)
- Romanzo di una strage, regia di Marco Tullio Giordana (2012)
- 100 metri dal paradiso, regia di Raffaele Verzillo (2012)
- Mia, regia di Fulvio Ottaviano (2012)
- Ce l'hai un minuto?, regia di Alessandro Bardani – cortometraggio (2012)
- Buon San Valentino, regia di Cristiano Anania – cortometraggio (2013)
- Bella di papà, regia di Enzo Piglionica – cortometraggio (2013)
- Una piccola impresa meridionale, regia di Rocco Papaleo (2013)
- Se chiudo gli occhi non sono più qui, regia di Vittorio Moroni (2013)
- Stai lontana da me, regia di Alessio Maria Federici (2013)
- Tre giorni dopo, regia di Daniele Grassetti (2013)
- Buongiorno papà, regia di Edoardo Leo (2013)
- Sogni di gloria, regia di Patrizio Gioffredi (2014)
- Banana, regia di Andrea Jublin (2014)
- Bolgia totale, regia di Matteo Scifoni (2014)
- Mirafiori Lunapark, regia di Stefano Di Polito (2014)
- Un amato funerale, regia di Luca Murri – cortometraggio (2014)
- La moglie del custode regia di Mario Parruccini – cortometraggio (2015)
- DinDalò, regia di Simone Paralovo – cortometraggio (2015)
- Il profumo delle stelle, regia di Francesco Felli – cortometraggio (2015)
- Storie sospese, regia di Stefano Chiantini (2015)
- Cloro, regia di Lamberto Sanfelice (2015)
- L'attesa, regia di Piero Messina (2015)
- Un posto sicuro, regia di Francesco Ghiaccio (2015)
- Giorno 122, regia di Fulvio Ottaviano (2016)
- Come saltano i pesci, regia di Alessandro Valori (2016)
- La notte non fa più paura, regia di Marco Cassini (2016)
- Brutti e cattivi, regia di Cosimo Gomez (2017)
- Good Food, regia di Dario Acocella – cortometraggio (2017)
- Cani di razza, regia di Riccardo Antonaroli e Matteo Nicoletta – cortometraggio (2017)
- Fuecu e Cirasi, regia di Romeo Conte – cortometraggio (2017)
- In principio, regia di Daniele Nicolosi – cortometraggio (2018)
- Partenze, regia di Nicolas Morganti Patrignani – cortometraggio (2018)
- Candeline, regia di Asiyat Gamzatova – cortometraggio (2018)
- Condominium, regia di Giovanni Battista Origo – cortometraggio (2018)
- Fiore gemello, regia di Laura Luchetti (2018)
- La partita, regia di Francesco Carnesecchi (2018)
- Tutta un'altra vita, regia di Alessandro Pondi (2019)
- A Tor Bella Monaca non piove mai, regia di Marco Bocci (2019)
- Lontano lontano, regia di Gianni Di Gregorio (2019)
- Bentornato papà, regia di Domenico Fortunato (2021)
- Mindemic, regia di Giovanni Basso (2022)
- Belli ciao, regia di Gennaro Nunziante (2022)
- La ballata dei gusci infranti, regia di Federica Biondi (2022)
- Grosso guaio all'Esquilino - La leggenda del kung fu, regia degli YouNuts! (2023)
- Lo sposo indeciso che non poteva o forse non voleva più uscire dal bagno, regia di Giorgio Amato (2023)
- C'è ancora domani, regia di Paola Cortellesi (2023)
- Golia, regia di Roberto Marra e Stefano Salvatori (2023)
- Castelrotto, regia di Damiano Giacomelli (2023)
- Dall'alto di una fredda torre, regia di Francesco Frangipane (2023)
- Immaculate - La prescelta (Immaculate), regia di Michael Mohan (2024)
- Pumaduaru Mucatu, regia di Manuel Galici (2024)[2]
- Io sono la fine del mondo, regia di Gennaro Nunziante (2025)
- L'ultima sfida, regia di Antonio Silvestre (2025)

### Televisione
- Un medico in famiglia – serie TV, episodio 1x44 (1998)
- Linda e il brigadiere – serie TV, episodio 3x01 (2000)
- Distretto di Polizia 2, regia Antonello Grimaldi – serie TV, episodio 2x05 (2001)
- Una donna per amico – serie TV, episodi sconosciuti (2001)
- Carabinieri – serie TV, episodio 1x02 (2003)
- Le stagioni del cuore, regia di Antonello Grimaldi – miniserie TV (2004)
- Diritto di difesa – serie TV, episodio 1x07 (2004)
- La omicidi – serie TV, 6 episodi (2004)
- Distretto di Polizia 5, regia Lucio Gaudino – serie TV, episodi 5x18-5x24 (2005)
- La buona battaglia - Don Pietro Pappagallo, regia di Gianfranco Albano – miniserie TV (2006)
- Questa è la mia terra – serie TV, 8 episodi (2006)
- Distretto di Polizia 7 – serie TV (2007)
- Viaggio in Italia - Una favola vera, regia di Paolo Genovese e Luca Miniero – film TV (2007)
- Liberi di giocare, regia di Francesco Miccichè – miniserie TV (2007)
- Rino Gaetano - Ma il cielo è sempre più blu, regia di Marco Turco – miniserie TV (2008)
- Fidati di me, regia di Gianni Lepre – miniserie TV (2008)
- Donne assassine – serie TV, episodio 1x08 (2008)
- I liceali – serie TV, 9 episodi (2008-2009)
- Il mostro di Firenze, regia di Antonello Grimaldi – miniserie TV (2009)
- Il delitto di via Poma, regia di Roberto Faenza – film TV (2011)
- Il tredicesimo apostolo – serie TV, episodio 2x04 (2014)
- Trilussa - Storia d'amore e di poesia, regia di Lodovico Gasparini – miniserie TV (2013)
- Braccialetti rossi – serie TV, 9 episodi (2014-2015)
- Non è mai troppo tardi, regia di Giacomo Campiotti – miniserie TV (2014)
- Una casa nel cuore, regia di Andrea Porporati – film TV (2015)
- Ragion di Stato, regia di Marco Pontecorvo – miniserie TV (2015)
- Tutto può succedere – serie TV, 42 episodi (2015-2018)
- Felicia Impastato, regia di Gianfranco Albano – film TV (2016)
- Ognuno è perfetto, regia di Giacomo Campiotti – miniserie TV (2019)
- Imma Tataranni - Sostituto procuratore – serie TV, episodio 1x03 (2019)
- Permette? Alberto Sordi, regia di Luca Manfredi – film TV (2020)
- Vite in fuga – serie TV, 5 episodi (2020)
- Speravo de morì prima, regia di Luca Ribuoli – miniserie TV (2021)
- Chiamami ancora amore, regia di Gianluca Maria Tavarelli – miniserie TV, 4 episodi (2021)
- Il re – serie TV, episodio 1x01 (2022)
- Mano de hierro - serie TV, episodi 1x03-1x06 (2024)

## Onorificenze
Cittadinanza Onoraria della Città di Artena
- Artena, 15 dicembre 2018

## Internet
Ha partecipato alla piattaforma digitale Sinarra.tv raccontando L'uomo, la bestia e la virtù di Luigi Pirandello.

## Teatro
- I due papi, di Anthony McCarten, regia di Giancarlo Nicoletti (2022-2025)
- E quindi uscimmo a veder le stelle, regia di Giorgio Zorcù (2024-2025)
- Le Volpi, di Lucia Franchi e Luca Ricci (2023-2025)

## Premi e riconoscimenti
David di Donatello
- 2006 – Miglior attore non protagonista per L'aria salata
- 2024 – Candidatura a miglior attore non protagonista per C'e ancora domani

Ciak d'oro
- 2022 - Candidatura a migliore attore protagonista per Mindemic